# Baiami
Baiami là một chi nhện trong họ Stiphidiidae.